# Anton Arendt
Anton Arendt (ur. 18 maja 1804 w Ornecie, zm. 24 kwietnia 1886 w Braniewie) – niemiecki ksiądz katolicki, pedagog, autor podręczników szkolnych, wieloletni dyrektor Seminarium Nauczycielskiego w Braniewie, filantrop.

## Życiorys

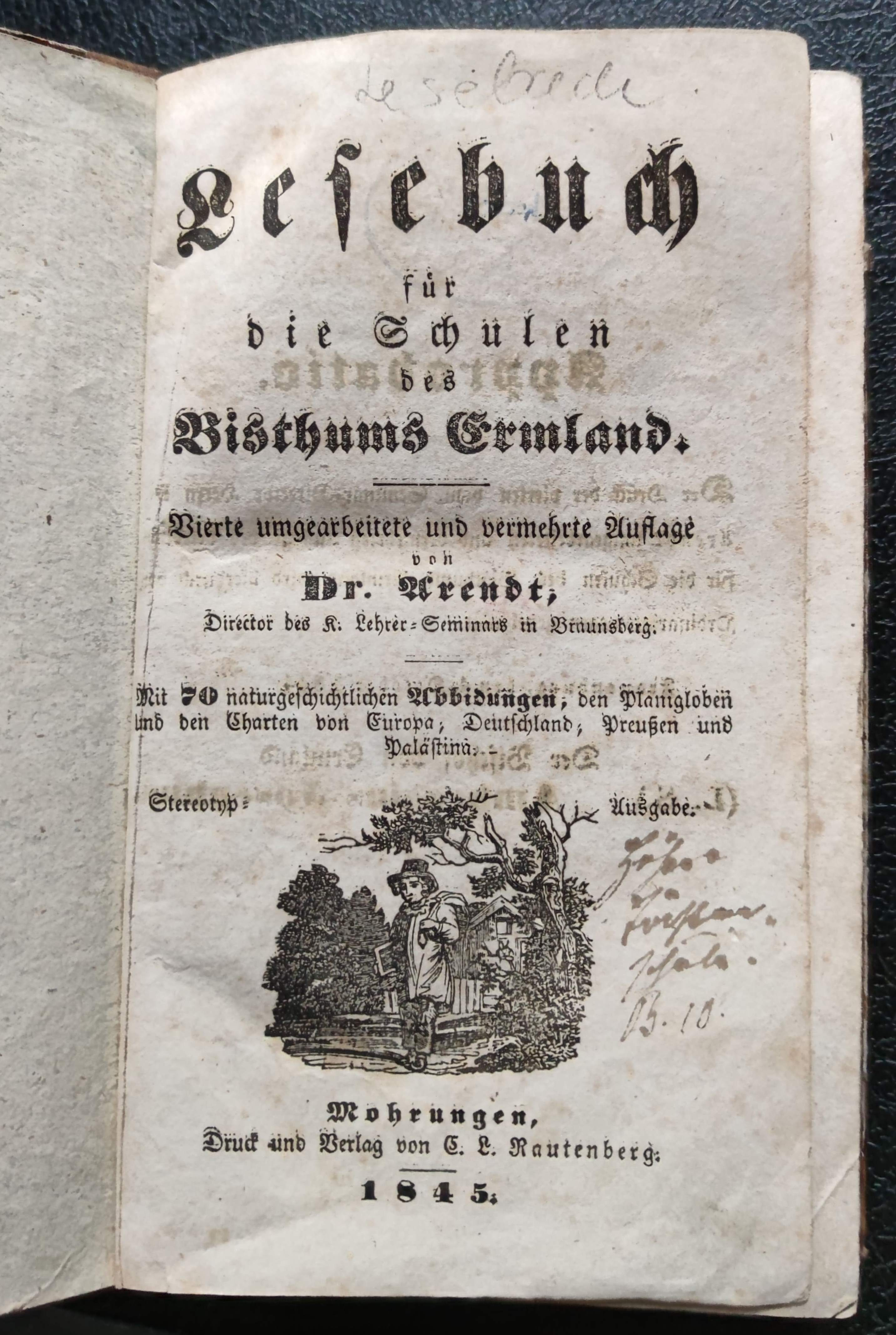
Lesebuch (Czytanka), strona tytułowa

Urodził się w Ornecie w rodzinie rymarza Valentina i Theressii z d. Tolksdorf. Ojciec zginął podczas kampanii napoleońskiej z rąk Francuzów w 1812 roku. Anton Arendt  od 1920 do końca życia związany był z Braniewem. Najpierw przez 6 lat naukę pobierał się w gimnazjum w Braniewie, które ukończył 19 lipca 1826 roku. Bezpośrednio po maturze w tym samym mieście rozpoczął studia teologiczne w seminarium duchownym. W 1830 przyjął święcenia kapłańskie i w tym samym roku został wikarym w kościele św. Katarzyny w Braniewie; opieką duszpasterską otoczył również chorych na cholerę. Od 1831 był nauczycielem w szkole żeńskiej Elisabethschule. W 1833, dzięki poparciu biskupa warmińskiego Hohenzollerna, został dyrektorem katolickiego Seminarium Nauczycielskiego w Braniewie, którą to funkcję sprawował do przejścia na emeryturę w 1868 roku. Był autorem popularnych w Prusach Wschodnich i Zachodnich podręczników, m.in. dużym powodzeniem cieszył się zredagowany przez niego podręcznik dla początkujących Lesebuch (pol. Czytanka). Czytanka Arendta wydana w 1845 była w Prusach podstawowym podręcznikiem dla katolickich szkół podstawowych aż do roku 1878. W 1840 założył przy seminarium nauczycielskim zakład dla osób głuchoniemych (Taubstummenanstalt). Był też członkiem Warmińskiego Towarzystwa Historycznego. Arendt dbał również o język polski, w 1862 roku domagał się stypendiów dla niezamożnej młodzieży polskiej kształcącej się w seminarium nauczycielskim.
Anton Arendt był powszechnie rozpoznawaną postacią w mieście, na spacerach wyróżniał go staromodny kapelusz na głownie i równie oryginalny duży czerwony parasol; krążyło o nim wiele anegdot. W 1868 ustąpił ze stanowiska dyrektora szkoły, przechodząc na emeryturę. Przez całe życie był bardzo oszczędny, dzięki czemu zgromadził dość pokaźny majątek o wartości 34 000 talarów, na który składał się majątek ziemski, papiery wartościowe, zobowiązania dłużników, do tego dochodziło 1400 talarów odsetek rocznych. Cały majątek w testamencie z dnia 26 marca 1885 zapisał miastu na pomoc dla biednych i stypendia dla uczniów, dokładnie wskazując sposób jego wydawania.
Zmarł 24 kwietnia 1886 roku w Braniewie. Pochowany został na utworzonym przy jego finansowym wsparciu cmentarzu św. Katarzyny w okazałej kaplicy grobowej. Kaplica została zbudowana wg ścisłych zaleceń Arendta, który polecił, aby go po śmierci zabalsamować i tak pochować, aby sam mógł wstać w przypadku letargu. Pozorna śmierć była obsesją Arendta, poświęcił jej nawet jeden z rozdziałów napisanej przez siebie Czytanki.
Po jego śmierci miasto upamiętniło księdza Arendta, nazywając aż dwa miejsca jego imieniem: Arendt-Straße – współczesną ul. Zieloną – oraz Dr. Arendt-Platz. Ponadto w sali posiedzeń braniewskiego ratusza zawisł portret dobroczyńcy miasta, a u zbiegu współczesnych ulic Zielonej i Moniuszki odsłonięto pamiątkowy głaz z jego popiersiem z brązu, który przetrwał do 1945 roku.

## Publikacje książkowe
- Kleines Lehrbuch des Land- und Gartenbaues, 1843, 1844
- Kurze biblische und Kirchen-Geschichte und Beschreibung von Palästina für katholische Elementar-Schulen, 1844
- Lesebuch für die Schulen des Bisthums Ermland. Vierte, umgearbeitete und vermehrte Auflage, 1845
- Lehrbuch des Land- und Gartenbaues, 1853, 1870